# Rubha nan Leacan
Rubha nan Leacan ist ein Kap an der Südküste der Hebrideninsel Islay. Es befindet sich im Südosten der Halbinsel Oa und markiert den südlichsten Punkt Islays. Die Landspitze ragt etwa 150 m aus der Landmasse hervor. Sie ist nicht an das Straßennetz der Insel angeschlossen, es existieren jedoch unbefestigte Pisten zu den heute aufgegebenen Siedlungen Stremnishmore und Ballychatrigan, welche dem Kap am nächsten lagen. Die nächsten heute noch bewohnten Siedlungen sind das nördlich gelegene Coillabus sowie das nordwestliche Kinnabus. Rubha nan Leacan selbst weist keine Besiedlungsspuren auf, nördlich des Kaps nahe der Mündung des Baches Bun Aibhne befinden sich an der felsigen Steilküste jedoch die Überreste eines Forts. Dieses nimmt eine Fläche von 40 m × 18 m ein und scheint nur eine Befestigungsmauer besessen zu haben. Natürlich vorhandene Felsen wurden beim Mauerbau geschickt ausgenutzt. Das umfriedete Areal erscheint heute unberührt, wurde in der Vergangenheit jedoch wahrscheinlich teils als Ackerfläche genutzt.

## Schiffsunglücke
Nahe Rubha nan Leacan kam es in der Vergangenheit zu mehreren Schiffsunglücken. Der aus Stralsund stammende Schoner Wittow zerschellte dort  am 9. Januar 1879 auf seinem Weg nach Liverpool in einem Schneesturm. Der Kapitän Fritz Garbasch, seine Ehefrau und der Koch ertranken bei dem Unglück. Vier Personen wurden gerettet. Am 9. Oktober 1912 strandete das Dampfschiff Inniskea östlich des Kaps. Auch die 1898 gebaute und in Belfast registrierte Mildwater ging dort am 10. Mai 1931 verloren. Am 11. September 1945 strandete die Pattersonian beladen mit Material für die Basis der Royal Air Force in Port Ellen nahe Rubha nan Leacan.